# Somabhula
Somabhula ist ein Dorf im Distrikt Gweru Rural in der Provinz Midlands in Simbabwe.

## Beschreibung
Es liegt im Bereich des Great Dyke, etwa 30 km südwestlich von Gweru. Es ist der Hauptort des gleichnamigen Wards mit 4300 Einwohnern im Jahr 2022.

## Wirtschaft
Der Ort lebt vom Bergbau und Landwirtschaft. Zudem liegt sie am Abzweig der Eisenbahnlinie nach Maputo von der Strecke Bulawayo-Harare. Somabhula hat deshalb vor allem verkehrstechnische Bedeutung. Auf den schmalen Höhenrücke führen Straßen und Eisenbahnen entlang. In Somabhula liegt das einzige Krankenhaus der Region.

## Geschichte
Etwa 25 km südwestlich zu Somabhula liegen die Ruinen von Nalatale, die aus derselben Epoche stammen wie Groß Simbabwe. Dort finden sich auch einige gut erhaltene Felszeichnungen aus prähistorischer Zeit.